# سرمایش از کف
سرمایش از کف(به انگلیسی: Cooling under floor) یکی از جدیدترین روش‌های سرمایشی است. در این روش از درون لوله‌هایی که در کف ساختمان خوابانده شده‌است آب سردعبور داده می‌شود و منجر به سرمایش فضا می‌گردد. انجام عملیات سرمایش در منازل مسکونی به روش‌های مختلفی امکان‌پذیر است.

## شرایط لازم جهت اجراء سرمایش از کف
۱: عایق بودن و دوجداره بودن پنجره ها
۲: عایق بودن دیوارها(دیوارهای بیرونی) ساختمان

## مزایای سیستم سرمایش از کف
- عدم وجود هیچ گونه تجهیزات سرمایشی در ساختمان
- تأمین نیاز گرمایش در فصل زمستان از طریق لوله‌های نصب شده
- جذب گرمای بدن افراد به روش تشعشعی
- عدم نیاز به تجهیزات اضافی نظیر کانال و فن کویل و ...
- عمر مفید بالا به دلیل نداشتن هیچ گونه قطعه متحرک

## مضرات سیستم سرمایش از کف
- تماس مستقیم بدن با سطح سرد (قابل تحمل می‌باشد)
- عدم ایجاد هوای تازه برای اماکن پر ازدحام نظیر کلاس‌های آموزشی

این سیستم نخستین بار توسط آتاپایپ اجرا شده